# Московські центральні діаметри
Московські центральні діаметри (МЦД) — проєкт реконструкції існуючих наскрізних залізничних ліній у Москві і Московській області (Олексіївської та Митьковської сполучних ліній, а також окремих дільниць радіальних напрямків) і організації на них діаметральних маршрутів приміських електропоїздів. У засобах масової інформації проєкт також називають «наземним метро», хоча фактично метрополітеном він не є. Частину ліній планується обслуговувати по стандартам МЦК, з інтервалами тактового руху електропоїздів «Іволга» на першому етапі 12-15 хвилин, а в майбутньому, після будівництва двох окремих головних колій — від 5-6 хвилин. Витрати на реалізацію всього проєкту за заявленими РЖД розрахунками складуть 155,4 мільярдів рублів.
Запуск перших двох маршрутів у графіку змішаного руху відбувся 21 листопада 2019 року, їх обслуговуванням займеться АТ «Центральна приміська пасажирська компанія». Вся програма МЦД з 5 лініями розрахована на перевезення 391 млн пасажирів на рік.

## Лінії МЦД
На кінець 2020-х планується організувати 5 маршрутів, що сполучають в наскрізні діаметри 10 радіальних напрямків Московського залізничного вузла.
| № | Назва                      | Радіальні напрямки             | Рік відкриття | Довжина, км | Кількість станцій | Прогнозуємий пасажирообіг, млн осіб/рік |
| - | -------------------------- | ------------------------------ | ------------- | ----------- | ----------------- | --------------------------------------- |
| 1 | Одинцово — Лобня           | Білоруський та Савеловський    | Листопад 2019 | 52          | 28                | 42,9                                    |
| 2 | Нахабіно — Подольськ       | Ризький та Курський            | Листопад 2019 | 80          | 38                | 48,6                                    |
| 3 | Зеленоград — Раменське     | Ленінградський та Рязанський   | Серпень 2023  | 85          | 38                | 46,8                                    |
| 4 | Желєзнодорожна — Апрелєвка | Горьківський та Київський      | Вересень 2023 | 86          | 36                | ?                                       |
| 5 | Пушкіно — Домодєдово       | Ярославський та Павелецький[П] | після 2025    | ?           | ?                 | ?                                       |

П Проєктування цих маршрутів триває, трасування може бути переглянуте.
Передбачається, що в результаті реалізації проєкту час в дорозі між московськими аеропортами буде займати не більше години. Нові лінії будуть інтегровані з Московським центральним кільцем та метрополітеном.